# 丰裕 (书)
丰裕（Abundance）是由西蒙與舒斯特于2025年3月出版的一本非小说类书籍，該书探讨了美国公營住宅、基础设施和气候变化等项目缺乏进展的原因。該著作出版後不久便登上了紐約時報暢銷書榜。
丰裕作者還提到，许多美國現代自由主義者執政的城市當局虽然出发点是好的，但他們的监管却阻碍了发展。 自20世纪70年代以来，美國現代自由主義者過於注重政策實施的过程而非结果，此外民主党人還支持土地使用分區管制、制定严格的环境法，這會導致經濟發展停滞。 
作者在書中提出了一個解決方案，叫富足議程，作者声称该方案能更好地平衡监管与經濟发展之间的关系。